# Rio Bananal
Rio Bananal este un oraș în statul Espírito Santo (ES) din Brazilia.